# Ångström distribution
Ångström distribution je distribuce Linuxu určená pro malá zařízení. Vznikla spojením sil vývojářů z projektů OpenZaurus, OpenEmbedded a OpenSimpad.

## Cílová zařízení
Základním cílem vývojářů je dodávat Ångström Linux jako operační systém alespoň pro následující zařízení:
- Sharp Zaurus:
  - SL-5500 (Collie) (v současné verzi nepodporovaná)
  - SL-5600 (Poodle)
  - SL-6000 (Tosa)
  - SL-C7x0 (Corgi, Husky, Shepherd)
  - SL-C860 (Boxer)
  - SL-C1000 (Akita)
  - SL-C3xxx (Spitz, Borzoi, Terrier)
- Hewlett Packard iPAQ PDA
  - h2200
  - h4000
  - hx4700
  - h5000
- Nokia 770 Internet Tablet
- HTC Universal / iMate JasJar
- Motorola A780
- Beagle Board
- Pandora
- Psion Teklogix NetBook Pro
- Základ pro distribuci Openmoko